# Kurt Graunke
Kurt Karl Wilhelm Graunke (* 20. September 1915 in Stettin; † 5. Juni 2005 in München) war ein deutscher Komponist und Dirigent sowie Gründer und Leiter des Symphonie-Orchesters Graunke, das 1990 in Münchner Symphoniker umbenannt wurde.

## Leben
Als Zwölfjähriger lernte Kurt Graunke Violine spielen und wurde als Siebzehnjähriger 1933 in Kammin zweiter Konzertmeister am Städtischen Orchester. Er begann 1934 ein Studium an der Berliner Hochschule für Musik, das er aus wirtschaftlichen Gründen 1935 abbrechen musste. Er wurde Mitglied des Musikkorps der Polizei in Stettin, das bald in die Wehrmacht überführt und nach Treptow an der Rega verlegt wurde. Graunke wechselte 1936 zur Luftwaffe, bei der er wieder in Stettin tätig war – hier erschien 1936 seine erste gedruckte Komposition Der kleine Wolgazigeuner –, bis er 1938 sein Studium im Fach Violine in Berlin fortsetzen konnte. Nach Abschluss des Studiums wurde Graunke Leiter eines Luftwaffen-Musikkorps in Wien, trat aber auch im Reichssender Wien als Violinsolist auf. Graunke unternahm noch während des Zweiten Weltkriegs erste Tourneen als Violinsolist.
Nach Kriegsende kam er über Würzburg in das ausgebombte München, wo er mit dem von ihm gegründeten Orchester bereits am 25. September 1945 ein Wohltätigkeitskonzert zugunsten des Bayerischen Roten Kreuzes aufführte. Ab 1949 trat das Symphonie-Orchester Graunke regelmäßig öffentlich auf. Bis 1989 leitete Graunke das von ihm gegründete Orchester.
Kurt Graunke trat außerdem als Komponist in Erscheinung. Er verfasste neun Sinfonien im traditionellen Stil, ein Violinkonzert, einen Liederzyklus und kleinere Orchesterwerke. Die von ihm gegründete Edition Sedina hat zwei Sammel-CDs mit seinen Werken herausgegeben. Seine Sinfonien sind ebenfalls auf CD erschienen und über die Edition erhältlich.
Die Sinfonie Nr. 1 „Die Heimat“ zeigt seine Verbundenheit mit seiner Pommerschen Heimat und geht auf Anregungen von Mitgliedern der Pommerschen Landsmannschaft zurück; in den 4. Satz hat er Teile des Pommernlieds eingearbeitet. Das Verlagssignet seiner Edition Sedina zeigt die Sedina, die Verkörperung der Stadt Stettin, wie sie auf dem Manzelbrunnen aufgestellt war, sowie das Stettiner Wappen.
Graunke war Mitglied des Beirats der Franz-Grothe-Stiftung und nach seinem Tod Ehrenmitglied.
Graunke war mit Helene, geborene Tusel (1921–1994), verheiratet und hatte mit ihr zwei Töchter, die Harfenistin Geraldine Weiner-Graunke und Gabriele Graunke, die den väterlichen Musikverlag Edition Sedina weiterführt.
Bis zu seinem 76. Lebensjahr war Graunke als Radsportler aktiv und nahm unter anderem am Senioren-Weltcup teil.
Kurz vor seinem 90. Geburtstag starb Kurt Graunke und wurde am 9. Juni 2005 auf dem Münchner Waldfriedhof beigesetzt.

## Werke (Auszug)
- Sinfonie Nr. 1 E-Dur „Die Heimat“ für Orchester mit Chor ad libitum (1969)
- Sinfonie Nr. 2 (1971–72)
- Sinfonie Nr. 3 (1976 – Umarbeitung des Streichquartetts von 1974)
- Sinfonie Nr. 4 (1977)
- Sinfonie Nr. 5 (1980–81)
- Sinfonie Nr. 6 (1981)
- Sinfonie Nr. 7 (1982–83)
- Sinfonie Nr. 8 (1985)
- Sinfonie Nr. 9 (1985–1996)
- Konzert für Violine und Orchester (1959)
- Ariette für die Orgel (1992) (Fassungen für Orchester, Harfe und Orchester, Orgel, Bläserquintett; alle 1993)
- Streichquartett (1974)
- Bläserquintett

## Auszeichnungen
- 1972 Bundesverdienstkreuz 1. Klasse
- 1985 Bayerischer Verdienstorden
- 1985 Oberbayerischer Kulturpreis
- 1987 Pommerscher Kulturpreis
- 1995 Bayerischer Poetentaler

## Schriften
- Mit Walter Lemke und Wolfgang Rupprecht: Giganten von einst bis heute. Die Geschichte der deutschen Profi-Straßenradrennfahrer. Edition Sedina, München 1993, ISBN 3980327302.